# San Juanito
San Juanito – miasto w Kolumbii, w departamencie Meta.